# مارتينا كلاين
مارتينا كلاين (بالإسبانية: Martina Klein) هي مقدمة تلفزيونية وعارضة أرجنتينية وإسبانية، ولدت في 7 ديسمبر 1976 في بوينس آيرس في الأرجنتين.

## وصلات خارجية
- الموقع الرسمي
- مارتينا كلاين على موقع IMDb (الإنجليزية)
- مارتينا كلاين على موقع قاعدة بيانات الفيلم (الإنجليزية)